# 利貝雷茨足球俱樂部
利貝雷茨足球俱樂部（FC Slovan Liberec）是捷克的一家職業足球俱樂部。主場位於利貝雷茨，利貝雷茨是捷克最成功的俱樂部之一，自1993年以來，三次獲得捷克足球甲級聯賽的錦標。球隊的主贊助商是玻璃企業Preciosa a.s.。

## 外部連結
- Official website （捷克文）
- Official TV （捷克文）
- Official website fans （捷克文）